# Coppa del Generalissimo 1970-1971
La Copa del Generalísimo 1970-1971 fu la 67ª edizione della Coppa di Spagna. Il torneo iniziò il 14 ottobre 1970 e si concluse il 4 luglio 1971. La finale si disputò allo stadio Santiago Bernabéu di Madrid dove il Barcellona ottenne il suo diciassettesimo titolo.

## Formula e squadre partecipanti
In questa edizione presero parte tutte le squadre di Primera División, Segunda División, 66 squadre di Tercera División e la vincitrice del campionato amatori, ovvero il Real Madrid Amatori. Le squadre si sfidarono in scontri ad eliminazione diretta. Le venti squadre di Segunda División erano qualificate direttamente per il terzo turno mentre le sedici squadre di Primera División erano qualificate per i sedicesimi di finale. A partire da questa edizione entrò in vigore la regola dei gol fuori casa e nel caso di uguale risultato si disputarono i calci di rigore.

## Primo turno
| Squadra 1           | Totale | Squadra 2         | Andata | Ritorno         |
| ------------------- | ------ | ----------------- | ------ | --------------- |
| Imperial Murcia     | 2 - 2  | Gimnàstic         | 1 - 0  | 1 - 2           |
| Ceuta               | 7 - 5  | Levante           | 5 - 2  | 2 - 3           |
| SD Ibiza            | 1 - 3  | CD Cartagena      | 1 - 0  | 0 - 3           |
| UD Español          | 2 - 7  | Terrassa          | 1 - 3  | 1 - 4           |
| Betis B             | 1 - 3  | Tenerife AC       | 1 - 2  | 0 - 1           |
| CP Mérida           | 3 - 1  | Carabanchel       | 1 - 0  | 2 - 1           |
| Paiporta            | 0 - 1  | Xerez             | 0 - 1  | 0 - 0           |
| Atlético Baleares   | 0 - 1  | Real Murcia       | 0 - 0  | 0 - 1           |
| Racing Portuense    | 2 - 5  | Gandía            | 2 - 1  | 0 - 4           |
| Lugo                | 0 - 3  | Salamanca UDS     | 0 - 2  | 0 - 1           |
| Plus Ultra          | 2 - 3  | Ourense           | 1 - 1  | 1 - 2           |
| Elche Ilicitano     | 3 - 3  | Poblense          | 3 - 1  | 0 - 2           |
| Valencia Mestalla   | 2 - 1  | Melilla CD        | 2 - 0  | 0 - 1           |
| Acero               | 3 - 5  | Siviglia Atlético | 2 - 1  | 1 - 4           |
| Alcoyano            | 1 - 4  | Recreativo Huelva | 1 - 2  | 0 - 2           |
| Atl. Malagueño      | 0 - 3  | Algemesi CF       | 0 - 0  | 0 - 3           |
| CD Valdepeñas       | 3 - 2  | Tortosa           | 2 - 1  | 1 - 1           |
| Linense             | 1 - 2  | Badajoz           | 0 - 0  | 1 - 2           |
| Eibar               | 0 - 2  | Leonesa           | 0 - 0  | 0 - 2           |
| Real Oviedo Vetusta | 2 - 2  | Mirandés          | 1 - 1  | 1 - 1 (4-5 dcr) |
| Real Valladolid     | 8 - 3  | Ponferradina      | 7 - 1  | 1 - 2           |
| La Bañeza           | 3 - 7  | Palencia          | 2 - 2  | 1 - 5           |
| Osasuna             | 1 - 1  | Real Avilés       | 0 - 0  | 1 - 1           |
| Talavera            | 3 - 1  | Caudal            | 3 - 0  | 0 - 1           |
| Michelín            | 4 - 1  | CE Europa         | 2 - 0  | 2 - 1           |
| Ensidesa            | 2 - 3  | RM Aficionados    | 1 - 1  | 1 - 2           |
| Sestao Sport        | 5 - 4  | Badalona          | 4 - 1  | 1 - 3           |
| Mataró              | 3 - 5  | Huesca            | 2 - 1  | 1 - 4           |
| Tudelano            | 0 - 3  | Torrelavega       | 0 - 1  | 0 - 2           |
| Real Unión          | 3 - 2  | Júpiter           | 2 - 0  | 1 - 2           |
| Girona              | 2 - 2  | Barakaldo         | 1 - 1  | 1 - 1 (4-5 dcr) |
| CF Calella          | 3 - 1  | San Sebastián     | 1 - 0  | 2 - 1           |
| Barcellona Atlètic  | 1 - 4  | Bilbao Athletic   | 1 - 4  | 0 - 0           |

## Secondo turno
| Squadra 1         | Totale | Squadra 2         | Andata | Ritorno |
| ----------------- | ------ | ----------------- | ------ | ------- |
| Torrelavega       | 3 - 3  | Imperial Murcia   | 3 - 1  | 0 - 2   |
| Huesca            | 0 - 3  | CP Mérida         | 0 - 0  | 0 - 3   |
| Ceuta             | 2 - 6  | Valencia Mestalla | 2 - 2  | 0 - 4   |
| Recreativo Huelva | 3 - 4  | Terrassa          | 1 - 0  | 2 - 4   |
| Xerez             | 3 - 1  | Sestao Sport      | 1 - 0  | 2 - 1   |
| Gandía            | 3 - 2  | RM Aficionados    | 3 - 0  | 0 - 2   |
| Talavera          | 0 - 4  | Real Valladolid   | 0 - 0  | 0 - 4   |
| Barakaldo         | 3 - 0  | Poblense          | 2 - 0  | 1 - 0   |
| Palencia          | 1 - 5  | Real Unión        | 1 - 3  | 0 - 2   |
| Ourense           | 3 - 0  | Algemesi CF       | 2 - 0  | 1 - 0   |
| Siviglia Atlético | 4 - 5  | Mirandés          | 3 - 1  | 1 - 4   |
| Bilbao Athletic   | 4 - 2  | Real Jaén         | 2 - 2  | 2 - 0   |
| CD Valdepeñas     | 0 - 4  | CF Calella        | 0 - 2  | 0 - 2   |
| CD Cartagena      | 3 - 1  | Badajoz           | 2 - 0  | 1 - 1   |

## Terzo turno
| Squadra 1           | Totale | Squadra 2      | Andata | Ritorno |
| ------------------- | ------ | -------------- | ------ | ------- |
| Moscardó            | 1 - 2  | Leonesa        | 1 - 0  | 0 - 2   |
| Imperial Murcia     | 0 - 2  | Langreo        | 0 - 0  | 0 - 2   |
| Burgos              | 2 - 3  | Tenerife AC    | 2 - 0  | 0 - 3   |
| Cadice              | 0 - 2  | Osasuna        | 0 - 1  | 0 - 1   |
| Calvo Sotelo        | 3 - 2  | Xerez          | 2 - 1  | 1 - 1   |
| CD Cartagena        | 2 - 2  | Rayo Vallecano | 2 - 1  | 0 - 1   |
| Real Betis          | 3 - 1  | Real Unión     | 3 - 0  | 0 - 1   |
| Bilbao Athletic     | 1 - 3  | Racing Ferrol  | 0 - 1  | 1 - 2   |
| Córdoba             | 1 - 2  | CF Calella     | 1 - 0  | 0 - 2   |
| Michelín            | 1 - 3  | Real Oviedo    | 1 - 2  | 0 - 1   |
| CD Logroñés         | 5 - 3  | Mirandés       | 4 - 2  | 1 - 1   |
| Maiorca             | 2 - 1  | Real Murcia    | 1 - 1  | 1 - 0   |
| Real Valladolid     | 1 - 3  | Ontinyent      | 1 - 1  | 0 - 2   |
| Villarreal          | 5 - 1  | CP Mérida      | 5 - 0  | 0 - 1   |
| Deportivo La Coruña | 4 - 2  | Salamanca UDS  | 4 - 0  | 0 - 2   |
| Gandía              | 0 - 3  | Hércules       | 0 - 1  | 0 - 2   |
| Valencia Mestalla   | 3 - 5  | Sant Andreu    | 2 - 1  | 1 - 4   |
| Ourense             | 2 - 2  | Pontevedra     | 1 - 2  | 1 - 0   |
| Racing Santander    | 0 - 3  | Barakaldo      | 0 - 2  | 0 - 1   |
| Terrassa            | 0 - 3  | Castellón      | 0 - 0  | 0 - 3   |

## Quarto turno
| Squadra 1      | Totale | Squadra 2   | Andata | Ritorno |
| -------------- | ------ | ----------- | ------ | ------- |
| Rayo Vallecano | 4 - 2  | Ontinyent   | 2 - 0  | 2 - 2   |
| CF Calella     | 4 - 2  | Leonesa     | 4 - 0  | 0 - 2   |
| Calvo Sotelo   | 0 - 5  | Sant Andreu | 0 - 0  | 0 - 5   |
| Barakaldo      | 4 - 2  | Hércules    | 4 - 0  | 0 - 2   |

## Sedicesimi di finale
| Squadra 1      | Totale | Squadra 2           | Andata | Ritorno         |
| -------------- | ------ | ------------------- | ------ | --------------- |
| Elche          | 4 - 2  | CF Calella          | 4 - 1  | 0 - 1           |
| Racing Ferrol  | 1 - 4  | Athletic Bilbao     | 1 - 3  | 0 - 1           |
| Castellón      | 0 - 2  | Celta Vigo          | 0 - 2  | 0 - 0           |
| Maiorca        | 4 - 6  | Valencia            | 1 - 1  | 3 - 5           |
| Real Oviedo    | 0 - 4  | Atlético Madrid     | 0 - 0  | 0 - 4           |
| Granada        | 3 - 1  | Langreo             | 3 - 1  | 0 - 0           |
| Las Palmas     | 4 - 0  | Tenerife AC         | 2 - 0  | 2 - 0           |
| Rayo Vallecano | 1 - 3  | Malaga              | 0 - 0  | 1 - 3           |
| Villarreal     | 1 - 2  | Barcellona          | 1 - 0  | 0 - 2           |
| Real Madrid    | 1 - 1  | Deportivo La Coruña | 1 - 1  | 0 - 0           |
| Barakaldo      | 2 - 5  | Real Saragozza      | 0 - 2  | 2 - 3           |
| Real Betis     | 0 - 0  | Espanyol            | 0 - 0  | 0 - 0 (4-1 dcr) |
| Pontevedra     | 1 - 2  | Siviglia            | 0 - 0  | 1 - 2           |
| Real Sociedad  | 1 - 0  | Osasuna             | 1 - 0  | 0 - 0           |
| Sabadell       | 1 - 2  | CD Logroñés         | 1 - 0  | 0 - 2           |
| Sant Andreu    | 3 - 2  | Sporting Gijón      | 2 - 1  | 1 - 1           |

## Ottavi di finale
| Squadra 1           | Totale | Squadra 2       | Andata | Ritorno |
| ------------------- | ------ | --------------- | ------ | ------- |
| Valencia            | 4 - 0  | Real Betis      | 0 - 0  | 4 - 0   |
| Deportivo La Coruña | 2 - 0  | Celta Vigo      | 0 - 0  | 2 - 0   |
| Athletic Bilbao     | 1 - 3  | Barcellona      | 1 - 0  | 0 - 3   |
| Sant Andreu         | 2 - 1  | Elche           | 2 - 1  | 0 - 0   |
| CD Logroñés         | 1 - 3  | Atlético Madrid | 0 - 2  | 1 - 1   |
| Real Saragozza      | 0 - 1  | Real Sociedad   | 0 - 1  | 0 - 0   |
| Granada             | 3 - 4  | Siviglia        | 1 - 1  | 2 - 3   |
| Malaga              | 3 - 0  | Las Palmas      | 2 - 0  | 1 - 0   |

## Quarti di finale
| Squadra 1     | Totale | Squadra 2           | Andata | Ritorno |
| ------------- | ------ | ------------------- | ------ | ------- |
| Barcellona    | 4 - 0  | Deportivo La Coruña | 4 - 0  | 0 - 0   |
| Malaga        | 1 - 4  | Valencia            | 0 - 1  | 1 - 3   |
| Siviglia      | 2 - 1  | Sant Andreu         | 2 - 0  | 0 - 1   |
| Real Sociedad | 3 - 6  | Atlético Madrid     | 3 - 2  | 0 - 4   |

## Semifinali
| Squadra 1       | Totale | Squadra 2  | Andata | Ritorno |
| --------------- | ------ | ---------- | ------ | ------- |
| Atlético Madrid | 1 - 2  | Barcellona | 0 - 1  | 1 - 1   |
| Valencia        | 4 - 0  | Siviglia   | 2 - 0  | 2 - 0   |

## Finale
| Squadra 1  | Risultato | Squadra 2 |
| ---------- | --------- | --------- |
| Barcellona | 4 - 3     | Valencia  |

| Arbitro: | Juan María Sáiz Elizondo |

|                                           |           |                                             |
| Fusté 51’ Zabalza 71’ 100’ Alfonseda 113’ | Marcatori | 21’ Claramunt 48’ Paquito 102’ Óscar Valdez |